# Angus T. Jones
Angus Turner Jones (Austin, 1993. október 8. –) amerikai színész. 
Leginkább Jake Harper szerepéről ismert a CBS Két pasi – meg egy kicsi című szitkomjában. A szereppel két Young Artist Award-ot és egy TV Land Award-ot nyert a sorozatban eltöltött 10 éves pályafutása alatt.

## Élete és pályafutása
A texasi Austinban született, a két fiú közül az idősebbként.
Jones első filmszerepét ötévesen kapta az 1999-es Simpatico című filmben. 2001 és 2003 között olyan filmekben kapott mellékszerepeket, mint a Kutyafuttában, A későn kezdő, a Több a sokknál, Az őserdő hőse 2. és a The Christmas Blessing.
2016-ban csatlakozott a Justin Combs és Kene Orjioke által alapított Tonite nevű multimédia- és rendezvénygyártó cég vezetői csapatához.

## Magánélete
Jones a Boulder Egyetemre járt, miután kilépett a Két pasi – meg egy kicsiből.

## Karitatív tevékenysége
2008. június 7-én Jones támogatta a First Star szervezetet, amely a bántalmazott és elhagyott gyermekeket segíti.
2008 augusztusában más hírességekkel együtt részt vett az évente megrendezett "Rock 'N Roll Fantasy Camp"-en.
2009 októberében a  Két pasi – meg egy kicsi színésze, Jon Cryer a Big Brothers Big Sisters Rising Star gáláján átadta Jonesnak a 2009-es év feltörekvő sztárjának járó díjat.
Jones támogatta a The Creative Coalition és a WWE által alapított Be a Star nevű, erőszak elleni szövetséget.

## Filmográfia

### Film
| Év   | Magyar cím        | Eredeti cím             | Szerep            | Magyar hang     |
| ---- | ----------------- | ----------------------- | ----------------- | --------------- |
| 1999 | Simpatico         | Simpatico               | öt éves gyerek    |                 |
| 2001 | Kutyafuttában     | See Spot Run            | James             | Gacsal Ádám     |
| 2002 | A későn kezdő     | The Rookie              | Hunter Morris     | Baradlay Viktor |
| 2003 | Több a sokknál    | Bringing Down the House | Georgie Sanderson | Czető Ádám      |
| 2003 | Az őserdő hőse 2. | George of the Jungle 2  | George Jr.        | Morvay Gábor    |

### Televízió
| Év        | Magyar cím               | Eredeti cím                    | Szerep          | Megjegyzések                                                 |
| --------- | ------------------------ | ------------------------------ | --------------- | ------------------------------------------------------------ |
| 2001      | Vészhelyzet              | ER                             | Sean Gattney    | 1 epizód                                                     |
| 2001      | Baráti vacsora           | Dinner with Friends            | Sammy           | tévéfilm                                                     |
| 2003      | Bánatözön                | Audrey's Rain                  | Tye Powell      | tévéfilm                                                     |
| 2003–2015 | Két pasi – meg egy kicsi | Two and a Half Men             | Jake Harper     | főszereplő (1-10. évad) vendégszereplő (12. évad) 226 epizód |
| 2005      |                          | The Christmas Blessing         | Charlie Bennett | tévéfilm                                                     |
| 2005      |                          | Big Brother 6                  | önmaga          | vendégszereplő                                               |
| 2008      | CSI: A helyszínelők      | CSI: Crime Scene Investigation | önmaga          | 1 epizód                                                     |
| 2010      | Hannah Montana           | Hannah Montana                 | T.J.            | 1 epizód                                                     |
| 2016      |                          | Horace and Pete                | Horace, a 9.    | 1 epizód                                                     |